# Les Apparitions fugitives
Les Apparitions fugitives er en fransk stumfilm fra 1904 af Georges Méliès.